# Guanban
Guanban (kinesiska: 官坂) är en köping i sydöstra Kina. Den ligger i Lianjiang härad i provinshuvudstaden Fuzhou i provinsen Fujian, omkring 45 kilometer nordost om centrala Fuzhou. Antalet invånare är 24 948. Befolkningen består av 12 051 kvinnor och 12 897 män. Barn under 15 år utgör 18,0 %, vuxna 15-64 år 71 %, och äldre över 65 år 10,0 %.